# Michael Penn

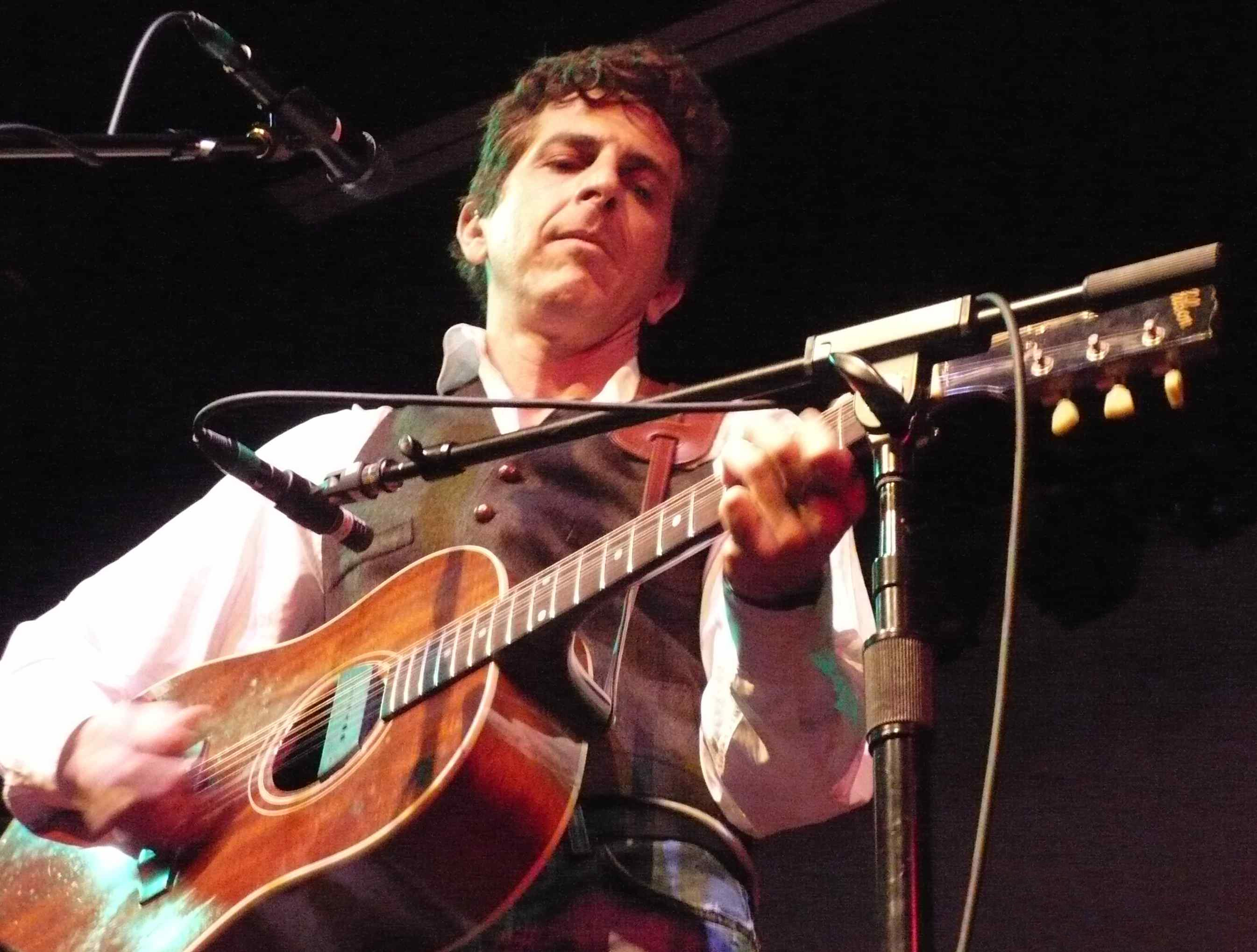
Penn, 2007

Michael Penn (New York, 1 augustus 1958) is een Amerikaanse singer-songwriter. Hij is de zoon van regisseur Leo Penn en actrice Eileen Ryan. Hij is de broer van acteurs Sean Penn en Chris Penn, die begin 2006 overleed.
Penns debuutalbum March kwam uit in 1989. Met de eerste single No Myth scoorde hij in de Verenigde Staten een hit. Daarop volgde de single This and That. In Nederland bleven de singles in de tipparade steken.
In 1992 bracht hij het album Free For All uit, dat net als zijn opvolger Resigned (1997) geen commercieel succes werd. Penn maakte kennis met filmmaker Paul Thomas Anderson. Hij leverde muziek voor zijn films Hard Eight en Boogie Nights. Eind 1997 trouwde Penn met singer-songwriter Aimee Mann, met wie hij ook optreedt.
In 2000 kwam de cd Mp4: Days Since a Lost Time Accident uit. In de zomer van 2005 verscheen het album Mr. Hollywood Jr, 1947. In [2008 schreef hij mee aan de soundtrack van Sunshine Cleaning, een filmkomedie geregisseerd door Christine Jeffs met Amy Adams, Emily Blunt en Alan Arkin.
- Biblioteca Nacional de España: XX1341734
- Bibliothèque nationale de France: cb14008121w (data)
- Gemeinsame Normdatei: 134666054
- International Standard Name Identifier: 0000 0001 0784 0246
- Library of Congress Control Number: n92029856
- MusicBrainz: cfc33e02-9a17-4285-9cb8-b814a9430551
- Nationale Bibliotheek van Tsjechië: xx0325351
- Nationale Bibliotheek van Israël: 987007426435805171
- SNAC: w6417t8k
- Système universitaire de documentation: 061287075
- Virtual International Authority File: 76512049
- WorldCat: E39PBJfWW6bhqvyWKvBmPXyTpP